# Tommi
Tommi ist ein männlicher Vorname. Weitere Schreibungen sind unter anderem Tommie und Tommy.
Es ist zudem eine Kurz- und Vertraulichkeitsform für Thomas.

## Namensträger
- Tommi Eckart (* 1963), deutscher Techno-Produzent
- Tommi Evilä (* 1980), finnischer Weitspringer
- Tommi Grönlund (* 1967), finnischer Installationskünstler und Labelbetreiber
- Tommi Häti (* 1971), finnischer Curler
- Tommi Leinonen (* 1987), finnischer Eishockeyspieler
- Tommi Mäkinen (* 1964), finnischer Rallye-Fahrer
- Tommi Martikainen (* 1982), finnischer Radrennfahrer
- Tommi Nikunen (* 1973), finnischer Skispringer und Skisprungtrainer
- Tommi Ohrner (* 1965), deutscher Moderator und Schauspieler, siehe Thomas Ohrner
- Tommi Paakkolanvaara (* 1983), finnischer Eishockeyspieler
- Tommi Parzinger (1903–1981), deutsch-amerikanischer Grafiker und Designer
- Tommi Piper (* 1941), deutscher Schauspieler und Synchronsprecher
- Tommi Santala (* 1979), finnischer Eishockeyspieler
- Tommi Satosaari (* 1975), finnischer Eishockeytorwart
- Tommi Stumpff (1958–2023), deutscher Musiker

Tommie:
- Tommie Boyd (* 1971), US-amerikanischer American-Football-Spieler
- Tommie Goerz (* 1954), deutscher Schriftsteller
- Tommie Hartogs (* 1969), niederländischer Eishockeyspieler
- Tommie Hoban (* 1994), irischer Fußballspieler
- Tommie Smith (* 1944), US-amerikanischer Leichtathlet